# Friedrich Becke
Friedrich Becke (Praga, 31 de diciembre de 1855-Viena, 18 de junio de 1931) fue un mineralogista y petrógrafo austríaco.

## Vida
Entre 1888 y 1890 fue profesor en la Nationale Jurij-Fedkowytsch-Universität Czernowitz en Bucovina. Después trabajó en la universidad alemana Karl-Ferdinands de Praga. En 1898 se trasladó a la Universidad de Viena, donde sería rector entre los años 1918 y 1919. Entre 1911 y 1929 fue secretario general de la Academia Austríaca de Ciencias. Se le conoce por ser el descubridor de un método para determinar minerales a partir de sus características ópticas y por la línea de Becke.
En 1885 fue elegido miembro de la Leopoldina. En 1930 recibió la Medalla Eduard Sueß. Desde 1920 fue miembro de la Academia Prusiana de las Ciencias.
Junto a Friedrich Martin Berwerth fundó la Österreichische Mineralogische Gesellschaft, que concede la medalla Friedrich Becke en su honor.